# Brycinus humilis
Brycinus humilis е вид лъчеперка от семейство Alestidae.

## Разпространение
Видът е разпространен в Ангола.

## Описание
На дължина достигат до 7 cm.